# Filiz Akın
Filiz Akın (Suna Akın, 2 de enero de 1943 - 21 de marzo de 2025) fue una actriz, escritora y presentadora de televisión turca. Conocida como la "cara noble, moderna, urbana y elegante" del cine turco, Filiz Akın obtuvo una gran base de fanáticos en Turquía y logró expandir su reconocimiento a niveles internacionales. Su carrera en el cine turco dio inicio en la década de 1960, permaneciendo activa principalmente en la década de 1970 y registrando apariciones ocasionales en cine y televisión a partir de 1975.

## Biografía

#### Primeros años
Filiz Akın nació el 2 de enero de 1943 en Ankara, capital turca. Su madre Habibe Leman Şaşırmaz era una modista proveniente de Ankara, y su padre Bekir Sami Akın era un médico de la provincia de Afyonkarahisar. Su madre tenía ascendencia albana paterna, mientras que su padre tenía ascendencia circasiana materna. Tiene una hermana, Günseli, del segundo matrimonio de su madre. Filiz Akın vivió en Beypazarı, donde su padre trabajaba, hasta los tres años. A los cinco años ingresó a la escuela básica primaria. Culminó sus estudios básicos en la escuela primara de Sarar en Kızılay, Ankara. Sus padres se divorciaron cuando ella tenía siete años.

### Adolescencia
Filiz Akın continuó su educación en la secundaria TED de Ankara. Recibió varios premios en la escuela con sus pinturas y composiciones. Siempre destacó en la secundaria por su responsabilidad y dotes artísticos sobresalientes, como la actuación y la imitación. En junio de 1960 se graduó de la escuela secundaria. Tras finalizar sus estudios empezó a trabajar en la sede de Ankara de la empresa American Export-Isbrandtsen Lines. Luego de trabajar dos años en esa compañía obtuvo un importante puesto en la rama marina de la empresa. Dada su nueva posición, Filiz aprendió a hablar inglés, francés y un poco de italiano. 
Ingresó en la Facultad de Idiomas, Historia y Geografía de la Universidad de Ankara, donde empezó estudios de arqueología.

### Inicios de su carrera como actriz
Con la insistencia de la madre de su amiga Oya San, Akın participó en un concurso organizado por la revista Artist y lo ganó en 1962. Cuando le dijeron que solo recibiría el premio si actuaba en la película Akasyalar Açarken, Filiz se negó a aceptarlo. Algunos periodistas y cineastas viajaron de Estambul a Ankara para tratar de convencerla de que aceptara el papel, pero ella seguía negándose a aceptar el trato. Cuando el reconocido director y productor Memduh Ün fue a buscarla a Ankara, ella finalmente aceptó unirse al reparto del filme. Dejó la universidad y el trabajo y se trasladó a Estambul acompañada de su madre. Confiar en los ejecutivos de la revista y en Memduh Ün, quienes la convencieron de asumir el papel, ayudó a Akın a dar inicio a su fructífera carrera cinematográfica. Firmó el acuerdo y después de filmar su primera película Akasyalar Açarken junto al actor Göksel Arsoy en 1962, los productores le aseguraron importantes papeles en los siguientes años.

### 1962–1975
Umutsuzlar, Ankara Ekspresi, Utanç, Dağlar Kızı Reyhan y Yankesici Kız fueron unas de las películas más reconocidas en las que participó la actriz en la década de 1960. En 1971, su papel en la cinta Ankara Ekspresi le valió obtener el premio a la mejor actriz en la octava edición del Festival Internacional de Cine de Antalya. Entre mayo de 1962 y septiembre de 1972, Filiz protagonizó más de cien películas. Tras aparecer en 116 producciones cinematográficas, Akın puso fin a su carrera en 1975. Junto a los actores Türkan Şoray, Hülya Koçyiğit y Fatma Girik, Filiz dejó un legado en el cine turco y ha sido reconocida como una de las actrices más influyentes en la historia del cine de ese país.
En 1965 nació İlker, su primer hijo de su matrimonio con el guionista, director y productor Türker İnanoğlu. Durante este período, la familia residía en Şişli. En 1974, la pareja se divorció tras diez años de matrimonio.

### 1975–1982
Al concluir su carrera en el cine realizó algunos comerciales del Banco de Estambul y en 1977 presentó el programa de televisión musical Podyum Show en la cadena TRT. En 1979 participó en la obra de teatro de Haldun Dormen Bir Ayrılık.
En 1979 encabezó la popular Feria Internacional de Izmir. En septiembre de ese mismo año fue apuñalada en la pierna mientras entraba en el Hotel Esmirna Efes. El atacante, que fue capturado de inmediato, le dijo al fiscal que estaba enamorado de Filiz, pero decidió apuñalarla por el hecho de no ser correspondido por ella. Más tarde cambió su confesión y dijo que el jefe de la mafia Mehmet Nabi İnciler le pidió que la apuñalara. Filiz Akın sobrevivió al ataque, quedando simplemente con una herida leve. Esa misma noche apareció en el escenario.

### 1982–2002
Durante 11 años Akın vivió en Neuilly y Bougival en París, pasando después cuatro años en la embajada turca de París, viviendo en el país galo durante quince años. En 1982 se casó con Bubi Rubinstein. La pareja se divorció en 1993 luego de once años de matrimonio.
En mayo de 1994 se casó con Sönmez Köksal, oficial de la inteligencia turca en Ankara.
Después de casarse, la pareja se estableció en la ciudad de Ankara. Entre los testigos de la boda se encontraban el presidente Süleyman Demirel y el vocero de la Asamblea Nacional de Turquía Hüsamettin Cindoruk.
Su esposo Sönmez Köksal fue nombrado embajador en Francia en febrero de 1998 y vivió durante cuatro años en la embajada turca en París. Para promover la cultura turca en París, Filiz organizó una exposición de productos turcos y otomanos en La Fayette, y una exposición de Lale Park y de pintores turcos en Bagatelle. Estas actividades convirtieron a Filiz Akın en una embajadora cultural, quien con sus esfuerzos llevó la cultura de su país a tierras francesas.
En 1991, su padre Sami Akın falleció en İzmir.

### 2002–presente
En 2002 se enteró de que padecía de un tipo de cáncer de nariz y boca (nasofaringe). Recibió tratamiento en el Centro Médico Anderson de la Universidad de Texas y se curó completamente de la enfermedad.
Entre 2004 y 2007 se desempeñó como columnista en el reconocido periódico turco Sabah. En 2005, para beneficio de la Fundación Turca contra el cáncer de seno, Filiz lanzó una campaña y logró que se vendieran más de un millón de brazaletes para apoyar la causa de la fundación.
En 2006, la calle donde vivió hasta que tenía 3 años de edad fue bautizada "Filiz Akın Sokak" por el ayuntamiento de Beypazarı. En 2008 presentó el programa de variedades "Filiz Akın'la Sohbetler" en Kanal 1. En 2009 presentó "Filiz Akın'la Hafta Sonu Sohbetleri" por la cadena Habertürk TV.

## Premios y reconocimientos
- 1971 Festival Internacional de Cine de Antalya, mejor actriz, Ankara Ekspresi
- 1972 Escuela de periodistas, mejor actriz[21]
- 1974 Asociación de periodistas de Turquía, artista femenina del año[21]
- 2000 Festival Internacional de Cine de Antalya, premio honorario a su vida artística[56]
- 2001 Fundación de Arte y Cultura Golden Orange, premio honorario[57]
- 2004 Asociación de Actores de Cine Contemporáneo, premio Acting 2004[58]
- 2005 Feria Internacional de Izmir, premio honorario del "Sinema Burada Festival"[59]
- 2005 Premios Golden Objective, premio honorario[60]
- 2006 Universidad Süleyman Demirel, doctorado honorario[21]
- 2008 Festival Internacional de Cine de Antalya, orden del festival[61]
- 2009 Festival Internacional de Cine de Adana, premio a la carrera artística[62]
- 2010 Premios Yeşilçam, premio al servicio al arte y la cultura[63]
- 2010 Festival Internacional de Cine de Ankara, premio Aziz Nesin[64]
- 2010 Universidad de Beykent, premio honorario[65]
- 2011 Festival Internacional de Cine de Dadaş, premio honorario[66]
- 2012 Premios Golden Objective, premio honorario[67]
- 2012 Festival Datça Golden Almond Cinema and Culture, premio honorario[68][69]
- 2013 Malatya International Film Festival, premio honorario[70]
- 2014 Turkish Thai Friendship Award[71]
- 2014 Premios Golden Objective, premio honorario a la carrera artística[72]
- 2015 Festival de Cine Red Tulip, premio honorario[73]
- 2015 Festival de Cine Turco de Frankfurt, premio honorario[74]
- 2015 Festival de Cortometrajes Çanakkale, premio honorario[75]

## Libros
- "Güzelliklere Merhaba", Altın Kitaplar Yayınevi, 1992[76]
- "Hayata Merhaba", Epsilon, 2005[77]
- "Filiz Akın ile Güzellik, Zayıflama ve Genç Kalma Üzerine" (2006)[78]
- "Lezzete Merhaba" (2013)[79]

### Biografías
- "Dört Yapraklı Yonca, Onların Sihri Neydi?" , Bircan Usallı Silan, Epsilon, 2004[80]
- "Başrolde Filiz Akın: Türk sineması'nda ikonografik ve toplumbilimsel bir değer olarak Filiz Akın", Pınar Çekirge, Epsilon, 2007[81]

## Filmografía

### Cine y televisión
| Año  | Título original                          | Papel              | Notas                 |
| ---- | ---------------------------------------- | ------------------ | --------------------- |
| 1962 | Akasyalar Açarken                        | Filiz              | Debut cinematográfico |
| 1962 | Şehvet Uçurumu                           | Filiz              |                       |
| 1962 | Battı Balık                              |                    |                       |
| 1962 | Sahte Nikah                              |                    |                       |
| 1962 | Aşk Merdiveni                            |                    |                       |
| 1963 | Bekarlık Sultanlıktır                    | Nurşen             |                       |
| 1963 | Beyoğlu Piliçleri                        | Oya                |                       |
| 1963 | Kızlar Büyüdü                            |                    |                       |
| 1963 | Ölüm Bizi Ayıramaz                       |                    |                       |
| 1963 | Beyaz Güvercin                           |                    |                       |
| 1963 | Ölüme Çeyrek Var                         |                    |                       |
| 1963 | Bana Annemi Anlat                        |                    |                       |
| 1963 | İki Gemi Yanyana                         |                    |                       |
| 1963 | Zoraki Milyoner                          |                    |                       |
| 1963 | Arka Sokaklar                            | Elif               |                       |
| 1963 | Genç Kızların Sevgilisi                  |                    |                       |
| 1964 | Yankesici Kız                            | Mehtap, Hacer      |                       |
| 1964 | Gurbet Kuşları                           | Ayla               |                       |
| 1964 | Şoför Nebahat ve Kızı                    | Hülya              |                       |
| 1964 | Kadın Berberi                            | Lale               |                       |
| 1964 | Meyhaneci                                | Can Düşmanı Sema   |                       |
| 1964 | Uçurumdaki Kadın                         |                    |                       |
| 1964 | Kardeş Kanı                              |                    |                       |
| 1964 | On Güzel Bacak                           | Matmazel Nadya     |                       |
| 1964 | İstanbul Sokaklarında                    |                    |                       |
| 1964 | Cüppeli Gelin                            |                    |                       |
| 1964 | Filinta Kadri                            |                    |                       |
| 1964 | Prangasız Mahkumlar                      |                    |                       |
| 1964 | Paylaşılmayan Sevgili                    |                    |                       |
| 1964 | Korkunç Şüphe                            |                    |                       |
| 1964 | Asfalt Rıza                              |                    |                       |
| 1964 | Tığ Gibi Delikanlı                       |                    |                       |
| 1965 | Yankesicinin Aşkı (Yankesici Kızın Aşkı) | Hacer              |                       |
| 1965 | Tamirci Parçası                          | Oya                |                       |
| 1965 | Babasına Bak Oğlunu Al                   | Filiz              |                       |
| 1965 | Fakir Gencin Romanı                      | Filiz              |                       |
| 1965 | Ölüme Kadar                              |                    |                       |
| 1965 | Mirasyedi                                | Filiz              |                       |
| 1965 | Oğlum Oğlum                              | Asuman             |                       |
| 1965 | Sevinç Gözyaşları                        |                    |                       |
| 1965 | Şakayla Karışık                          |                    |                       |
| 1966 | Çıtkırıldım                              | Filiz              |                       |
| 1966 | Affedilmeyen Esin                        | Nevin Seden        |                       |
| 1966 | Kolejli Kızın Aşkı                       | Filiz              |                       |
| 1966 | Vur Emri                                 | Gül                |                       |
| 1966 | Kaderin Cilvesi                          | Papatya            |                       |
| 1966 | Efkarlıyım Abiler                        | Fatoş, Meral       |                       |
| 1966 | Bar Kızı                                 | Deniz              |                       |
| 1966 | Erkek Severse                            |                    |                       |
| 1966 | Affet Sevgilim                           |                    |                       |
| 1966 | Acı Tesadüf                              |                    |                       |
| 1966 | Günahkar Kadın                           |                    |                       |
| 1967 | Silahlı Paşazade                         | Nilüfer            |                       |
| 1967 | Ayrılık Saati                            | Deniz              |                       |
| 1967 | Sözde Kızlar                             | Mebrure            |                       |
| 1967 | Bekar Odası                              | İffet              |                       |
| 1967 | Affet Beni                               |                    |                       |
| 1967 | Paşa Kızı                                | Nilgün             |                       |
| 1967 | Hindistan Cevizi                         |                    |                       |
| 1967 | Cici Gelin                               |                    |                       |
| 1967 | Yıkılan Yuva                             |                    |                       |
| 1967 | Serseriler Kralı                         |                    |                       |
| 1967 | Sefiller                                 |                    |                       |
| 1968 | Arkadaşımın Aşkısın                      | Kan Kardeşim Selma |                       |
| 1968 | Kader                                    | Elif               |                       |
| 1968 | Hırsız Kız                               | Mehtap, Yıldız     |                       |
| 1968 | Sabah Yıldızı                            | Nevin              |                       |
| 1968 | Baharda Solan Çiçek                      |                    |                       |
| 1968 | Efkarlı Sosyetede                        | Selma              |                       |
| 1968 | Aşka Tövbe                               | Şehbal             |                       |
| 1968 | Yuvana Dön Baba                          |                    |                       |
| 1968 | Gül ve Şeker                             | Filiz              |                       |
| 1968 | Ömrümün Tek Gecesi                       |                    |                       |
| 1968 | Benim de Kalbim Var                      | Selma              |                       |
| 1968 | İstanbul Tatili                          | Nilgün             |                       |
| 1968 | Aşkım Günahımdır                         | Selma Sav          |                       |
| 1969 | Son Mektup                               | Selma              |                       |
| 1969 | Cilveli Kız                              | Kiraz              |                       |
| 1969 | Karlı Dağdaki Ateş                       | Binnur             |                       |
| 1969 | Lekeli Melek                             |                    |                       |
| 1969 | Yaralı Kalp                              |                    |                       |
| 1969 | Hüzünlü Aşk                              | Sevgi              |                       |
| 1969 | Dağlar Kızı Reyhan                       | Reyhan             |                       |
| 1969 | Yumurcak                                 | Selma              |                       |
| 1970 | Yuvasız Kuşlar                           | Nermin             |                       |
| 1970 | Yumurcak Köprüaltı Çocuğu                | Selma              |                       |
| 1970 | Fadime                                   | Fadime             |                       |
| 1970 | Ankara Ekspresi                          |                    |                       |
| 1970 | Yarım Kalan Saadet                       | Fatoş              |                       |
| 1970 | Saadet Şehri                             |                    |                       |
| 1970 | İşportacı Kız                            |                    |                       |
| 1970 | Aşktan da Üstün                          | Selma              |                       |
| 1970 | Güzel Şoför                              | Fatma              |                       |
| 1970 | Beyaz Güller                             |                    |                       |
| 1971 | Küçük Sevgilim                           | Lale               |                       |
| 1971 | Umutsuzlar                               | Çiğdem             |                       |
| 1971 | Emine                                    |                    |                       |
| 1971 | Ömrümce Unutamadım                       |                    |                       |
| 1971 | Oyun Bitti                               | Zeynep             |                       |
| 1971 | Fadime Cambazhane Gülü                   | Fadime             |                       |
| 1971 | Seni Sevmek Kaderim                      | Lale               |                       |
| 1971 | Yumurcağın Tatlı Rüyaları                | Selma              |                       |
| 1971 | İki Esir                                 | Zeynep             |                       |
| 1972 | Utanç                                    | Bahar              |                       |
| 1972 | Ayrılık                                  |                    |                       |
| 1972 | Yumurcak Küçük Şahit                     |                    |                       |
| 1972 | Tatlı Dillim                             | Emine              |                       |
| 1973 | Kareteci Kiz                             | Zeynep             |                       |
| 1973 | Soyguncular                              | Selma, Belma       |                       |
| 1973 | Acı Hayat                                |                    |                       |
| 1973 | Zambaklar Açarken                        | Perran             |                       |
| 1973 | Ağlıyorum                                |                    |                       |
| 1974 | Yumurcak / VEDA                          | Selma              |                       |
| 1974 | Almanyalı Yarim                          | Maria, Meral       |                       |
| 1974 | MMemleketim                              | Leyla              |                       |
| 1975 | Tatlı Cadının Maceraları                 | Selma              |                       |
| 1975 | Yumurcak Belalı Tatil                    | Zeynep             |                       |
| 1975 | Babaların Babası                         | Nermin             |                       |
| 1989 | Geçmiş Bahar Mimozaları                  | Humeyra            |                       |
| 2009 | Altın Kızlar                             |                    | Serie de televisión   |